# Ernst Holtermann

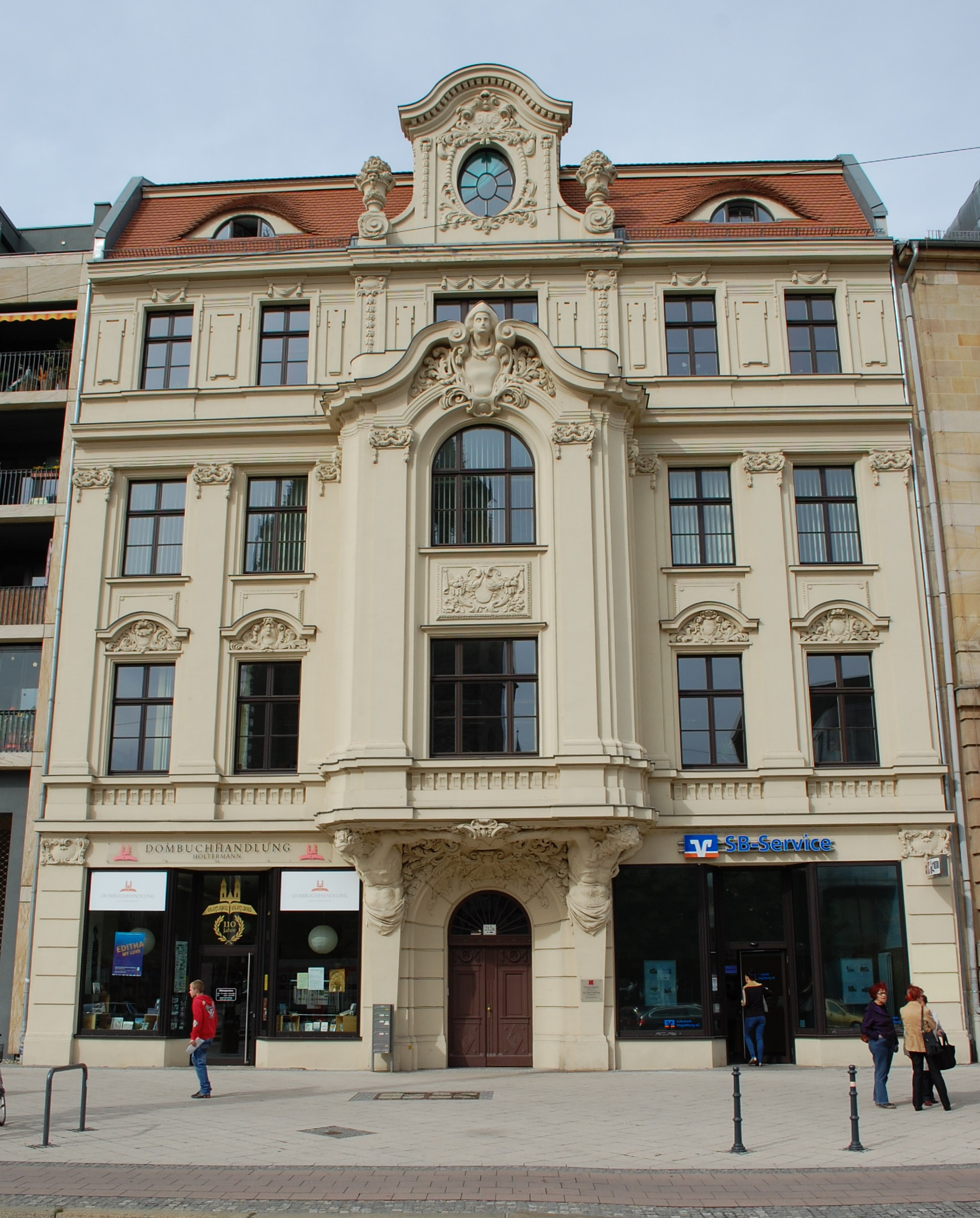
Dombuchhandlung Holtermann 2012 kurz vor der Schließung im Haus Breiter Weg 212a in Magdeburg

Ernst Holtermann (* 10. August 1867 in Hamburg; † 10. März 1922 in Magdeburg) war ein deutscher Buchhändler, der als einer der Pioniere des evangelischen Buchhandels in Deutschland gilt.

## Leben
Holtermann stammte aus der Hansestadt Hamburg, wo er auch die Schule und Lehre besuchte. 1890 ging er in die Reichshauptstadt Berlin, wo er die Leitung einer Filiale der Deutschen Evangelischen Buch- und Traktatgesellschaft übernahm. Nach 12 Jahren Tätigkeit entschied er, sich selbständig als Buchhändler zu machen. 1902 übernahm er auf eigene Rechnung in der Hauptstadt der preußischen Provinz Sachsen in Magdeburg eine Schriftenniederlage des mit der evangelischen Stadtmission verbundenen Büchervereins. Daraus ging bereits 1905 die von ihm geleitete Firma Evangelische Buchhandlung Ernst Holtermann hervor, die in ein neues Geschäftslokal an der Westseite des Breiten Weges 212a in Magdeburg unweit der Einmündung der Leiterstraße umzog.
Bis zu seinem Tod 1922 führte Ernst Holtermann dieses Geschäft, danach ging es in die Hände seines Sohnes Johannes Holtermann (1900–1987) und seiner Tochter Irmgard über. Die Buchhandlung überstand Nationalsozialismus, die Zerstörung Magdeburgs beim Bombenangriff, Sowjetische Besatzungszone und DDR. Zu Beginn der 2010er Jahre wurde die Dombuchhandlung Holtermann geschlossen.
Die Beisetzung Ernst Holtermanns erfolgte auf dem Westfriedhof in Magdeburg. Das Grabkreuz ist heute Teil der Sammlung des Lapidariums St. Gertraud.

## Werk
Ernst Holtermann verkaufte in seiner Buchhandlung unzählige Publikationen über kirchliche Themen, vertrieb aber auch kirchliche Geräte, Hostien, Kerzen aller Art usw. Daneben hatte er auch einen kleinen Verlag gegründet, der in der Buchhandlung seinen Sitz hatte. Dort gab er – oft in sehr hoher Auflage – verschiedene theologische Abhandlungen und Predigten heraus, veröffentlichte das Monatsblatt des Gustav-Adolf-Vereins und die Publikationsreihe des verdienstvollen Vereins für Kirchengeschichte der Provinz Sachsen. Auch mit der Historischen Kommission für Sachsen und Anhalt arbeitete er zusammen.